# Équipe cycliste Cinelli-Down Under
L'équipe cycliste Cinelli-Down Under est une ancienne formation belge de cyclisme professionnel sur route qui courait avec une licence britannique puis australienne. En 2010, l'équipe disparaît des pelotons professionnels.

## Histoire de l'équipe
L'équipe DFL-Cyclingnews naît en 2006 après la fusion des équipes britanniques Cyclingnews.com et DFL. En 2007, elle intègre le groupe des équipes continentales professionnelles. En 2008, l'équipe devient Cyclingnews-Jako puis elle porte le nom de Cinelli-Down Under en 2009. La mort fin 2009 de Franck Vandenbroucke porte le coup de grâce à l'équipe déjà mal en point financièrement.

## Principales victoires
- Druivenkoers Overijse : 2006 (Russell Downing)

## Classements UCI
L'équipe, en tant qu'équipe continentale professionnelle puis équipe continentale, participe aux circuits continentaux et principalement aux épreuves de l'UCI Oceania Tour et de l'UCI Europe Tour. Le tableau ci-dessous présente les classements de l'équipe sur ce circuit, ainsi que son meilleur coureur au classement individuel.
UCI America Tour
| Saison | Classement par équipes | Meilleur coureur au classement individuel |
| ------ | ---------------------- | ----------------------------------------- |
| 2006   | 23e                    | Russell Downing (226e)                    |
| 2007   | 34e                    | Matti Helminen (254e)                     |

UCI Asia Tour
| Saison | Classement par équipes | Meilleur coureur au classement individuel |
| ------ | ---------------------- | ----------------------------------------- |
| 2006   | 22e                    | Bernard Sulzberger (128e)                 |
| 2007   | 11e                    | Daniel Lloyd (12e)                        |
| 2009   | 38e                    | Michael Fitzgerald (104e)                 |

UCI Europe Tour
| Saison | Classement par équipes | Meilleur coureur au classement individuel |
| ------ | ---------------------- | ----------------------------------------- |
| 2006   | 85e                    | Russell Downing (142e)                    |
| 2007   | 77e                    | Matti Helminen (249e)                     |
| 2008   | 105e                   | Sjef De Wilde (455e)                      |
| 2009   | 103e                   | Nicholas Walker (390e)                    |

UCI Oceania Tour
| Saison | Classement par équipes | Meilleur coureur au classement individuel |
| ------ | ---------------------- | ----------------------------------------- |
| 2006   | 7e                     | Jeremy Vennell (11e)                      |
| 2007   | 10e                    | Jeremy Vennell (13e)                      |
| 2009   | 3e                     | Tommy Nankervis (3e)                      |

## Saison 2009

### Effectif
| Cycliste            | Date de naissance | Nationalité      | Équipe 2008            |
| ------------------- | ----------------- | ---------------- | ---------------------- |
| Sven De Weerdt      | 29.03.1978        | Belgique         |                        |
| Michael Fitzgerald  | 31.10.1988        | Australie        |                        |
| Daniel Furmston     | 02.02.1984        | Australie        | Praties                |
| Matt Green          | 02.10.1988        | Royaume-Uni      |                        |
| Logan Hutchings     | 28.01.1984        | Nouvelle-Zélande | Néo-pro                |
| Mark Jamieson       | 04.05.1984        | Australie        | Southaustralia.com-AIS |
| Nick Mitchell       | 20.07.1985        | Australie        |                        |
| Tommy Nankervis     | 21.01.1983        | Australie        | DLP Racing             |
| Bert Roesems        | 14.10.1972        | Belgique         | Silence-Lotto          |
| Peter Ronsse        | 09.02.1980        | Belgique         |                        |
| Frank Vandenbroucke | 06.11.1974        | Belgique         | Mitsubishi-Jartazi     |
| Nicholas Walker     | 13.09.1988        | Australie        | Néo-pro                |
| Wade Wolfenbarger   | 08.09.1987        | États-Unis       | Néo-pro                |

### Victoires
| Date       | Course                            | Pays    | Classe | Vainqueur           |
| ---------- | --------------------------------- | ------- | ------ | ------------------- |
| 03/04/2009 | 2e étape de la Boucle de l'Artois | France  | 2.2    | Frank Vandenbroucke |
| 20/05/2009 | 4e étape du FBD Insurance Rás     | Irlande | 2.2    | Nicholas Walker     |
| 21/05/2009 | 5e étape du FBD Insurance Rás     | Irlande | 2.2    | Nicholas Walker     |
| 12/06/2009 | 2e étape de la Ronde de l'Oise    | France  | 2.2    | Nicholas Walker     |